# Герб Лисянки
Герб Лисянки — офіційний символ селища міського типу Лисянка. Затверджений рішенням сесії селищної ради.

## Опис
У синьому щиті зі срібною стінозубчастою главою золоте гроно калини, під яким така ж шабля. Щит вписаний у золотий декоративний картуш і увінчаний срібною міською короною.